# 龙奇廖内
龙奇廖内（義大利語：Ronciglione），是意大利维泰博省的一个市镇。总面积52.28平方公里，人口8942人，人口密度171.0人/平方公里（2009年）。ISTAT代码为056045。